# 진주 수곡 팔각형 분묘군
진주 수곡 팔각형 고분군(晉州 水谷 八角形 古墳群)은 대한민국 경상남도 진주시 수곡면에 있는 조선시대의 고분군이다. 1977년 12월 28일 경상남도의 기념물 제42호 진양효자리조선조팔각형고분군으로 지정되었다가, 2018년 12월 20일 현재의 명칭으로 변경되었다.

## 개요
요산마을의 서남쪽에 있는 낮고 평평한 구릉에 있는 조선 태종때 사온서직장을 지낸 하현과 그의 아버지, 어머니의 무덤이다.
이 무덤 주변에서 가야의 토기조각들이 보이는 것으로 보아 이 일대가 오래 전부터 무덤자리로 쓰였음을 알 수 있다. 지대석·면석·갑석을 갖춘 8각형의 호석을 만들고, 그 위에 흙을 덮어 완성하였다. 특히 하현의 무덤은 갑석의 위쪽면 모서리가 반전된 귀를 가지고 있어 마치 석탑의 지붕돌(옥개석)과 같은 형태를 하고 있다. 무덤 앞에는 비석·상석·장명과 그 좌·우에 문인석이 있다.
외형이 이와 같은 형태의 무덤은 유례가 드물 뿐 아니라 축조연대가 조선 초기로 확실하기 때문에, 이 시기 무덤연구에 중요한 자료가 되고 있다.

## 참고 자료
- 진양효자리조선조팔각형고분군 - 국가유산청 국가유산포털